# Freycinetia negrosensis
Freycinetia negrosensis är en enhjärtbladig växtart som beskrevs av Elmer Drew Merrill. Freycinetia negrosensis ingår i släktet Freycinetia och familjen Pandanaceae.
Artens utbredningsområde är Filippinerna. Inga underarter finns listade.